# Renato Guedes
Renato Guedes (1980) é um ilustrador e arte-finalista e colorista de histórias em quadrinhos brasileiro.

## Biografia
Formado no curso de histórias em quadrinhos da Fábrica de Quadrinhos (atual Quanta Academia de Artes), iniciou a carreira em 1998, produzindo ilustrações para editoras religiosas, em 2000, passou a trabalhar com freelancer para agências de publicidade, produzindo ilustrações e storyboards, como quadrinhista, atuou na revista "HQ – A Revista do Quadrinho Brasileiro" da Editora Escala, fez capas e ilustrações para publicações da Editora Abril: Superinteressante, Mundo Estranho, Religiões, Aventuras na História, Contos Bizarros, Batman Premium e da editora Opera Graphica, integrou o Magic Eye Studios, onde conseguiu entrar no mercado exterior, produzindo ilustrações para RPGs da editora inglesa Mongoose, em 2002, passou a ser agenciado pelo Art & Comics, a princípio, produziu quadrinhos baseados em séries de TV:Smallville, Stargate SG-1 (Avatar Press), CSI Miami e 24 horas (IDW Publishing), logo em seguida, trabalhou com quadrinhos tradicionais da editora americana DC Comics: Adventures of Superman, Superman, Action Comics  e a minissérie O.M.A.C. Em 2006, fez capas para a revista Mundo dos Super-Heróis da Editora Europa e para Gringo – O Escolhido de Wilson Vieira (roteiro) e Aloísio de Castro (arte).
Diferente de outros quadrinistas brasileiros, Renato Guedes não é professor de desenho, mas ministrou workshops na Quanta Academia de Artes, ainda pela Quanta, publicou dicas de desenhos na edição brasileira da Revista Wizard da Panini Comics.
Em 2009, produziu com Marcelo Campos uma história do Astronauta para o álbum Mauricio de Sousa por 50 artistas, publicado pela Panini Comics. Em 2013, deixou de trabalhar para o mercado norte-americanos, passando a atuar apenas no Brasil, em 2014, ilustrou e coloriu Papa-Capim: Noite Branca, uma graphic novel escrita por Marcela Godoy do índio Papa-Capim, outra criação de Maurício de Sousa, para o selo Graphic MSP publicado pela Panini Comics.
Em 2019, a Editora Belas Letras lançou uma campanha de financiamento coletivo do livro Imersão, uma coletânea de contos escrita por Thedy Corrêa, vocalista da banda Nenhum de Nós com ilustrações de Renato Guedes.

## Prêmios
- Troféu HQ Mix - Melhor Ilustrador (2003)
- Prêmio Angelo Agostini - Melhor Arte-finalista (2004)